# Aclens
Pronunciação
Aclens é uma comuna suíça no cantão de Vaud, localizado no distrito de Morges. A população da comuna é de 535 pessoas, em dezembro de 2018. Em 2008, 21,1% dos residentes  da população foram estrangeiros. Nos últimos 10 anos (1999–2009), a taxa da população foi de 27,5%. A taxa mudou-se para 16,9% devido à migração e a uma taxa de 10,3% devido a nascimentos e mortes.
A maioria da população (em 2000) fala francês (323 ou 89,0%), sendo o alemão a segunda língua mais comum (22 ou 6,1%) e o italiano como o terceiro (6 ou 1,7%).